# Tami Kiuru
Tami Petri Antero Kiuru (Vantaa, 13 de septiembre de 1976) es un deportista finlandés que compitió en salto en esquí. 
Participó en los Juegos Olímpicos de Turín 2006, obteniendo una medalla de plata en el trampolín grande por equipos (Janne Happonen, Janne Ahonen y Matti Hautamäki). Ganó dos medallas en el Campeonato Mundial de Esquí Nórdico, oro en 2003 y plata en 2005.

## Palmarés internacional
| Juegos Olímpicos   | Juegos Olímpicos       | Juegos Olímpicos | Juegos Olímpicos |
| Año                | Lugar                  | Medalla          | Prueba           |
| ------------------ | ---------------------- | ---------------- | ---------------- |
| 2006               | Turín (Italia)         | Medalla de plata | TG por equipos   |
| Campeonato Mundial |                        |                  |                  |
| Año                | Lugar                  | Medalla          | Prueba           |
| 2003               | Val di Fiemme (Italia) | Medalla de oro   | TG por equipos   |
| 2005               | Oberstdorf (Alemania)  | Medalla de plata | TG por equipos   |